# آنتونیو گوزمان بلانکو
آنتونیو گوزمان بلانکو (انگلیسی: Antonio Guzmán Blanco; ۲۸ فوریهٔ ۱۸۲۹ – ۲۸ ژوئیهٔ ۱۸۹۹) سرباز، دیپلمات، و وکیل اهل ونزوئلا بود.